# یواس‌اس لو-او-لا (اس‌پی-۵۲۰)
یواس‌اس لو-او-لا (اس‌پی-۵۲۰) (به انگلیسی: USS Lu-O-La (SP-520)) یک کشتی بود که طول آن ۵۰ فوت (۱۵ متر) بود. این کشتی در سال ۱۹۱۲ ساخته شد.